# جمعية تينيسي العامة
جمعية تينيسي العامة (بالإنجليزية: Tennessee General Assembly)‏ هي الهيئة التشريعية لتينيسي، تتكون من المجلس الأعلى مجلس شيوخ تينيسي
الذي يضم 33 مقعداً.